# Pou-du-ciel
Pour les articles homonymes, voir POU.

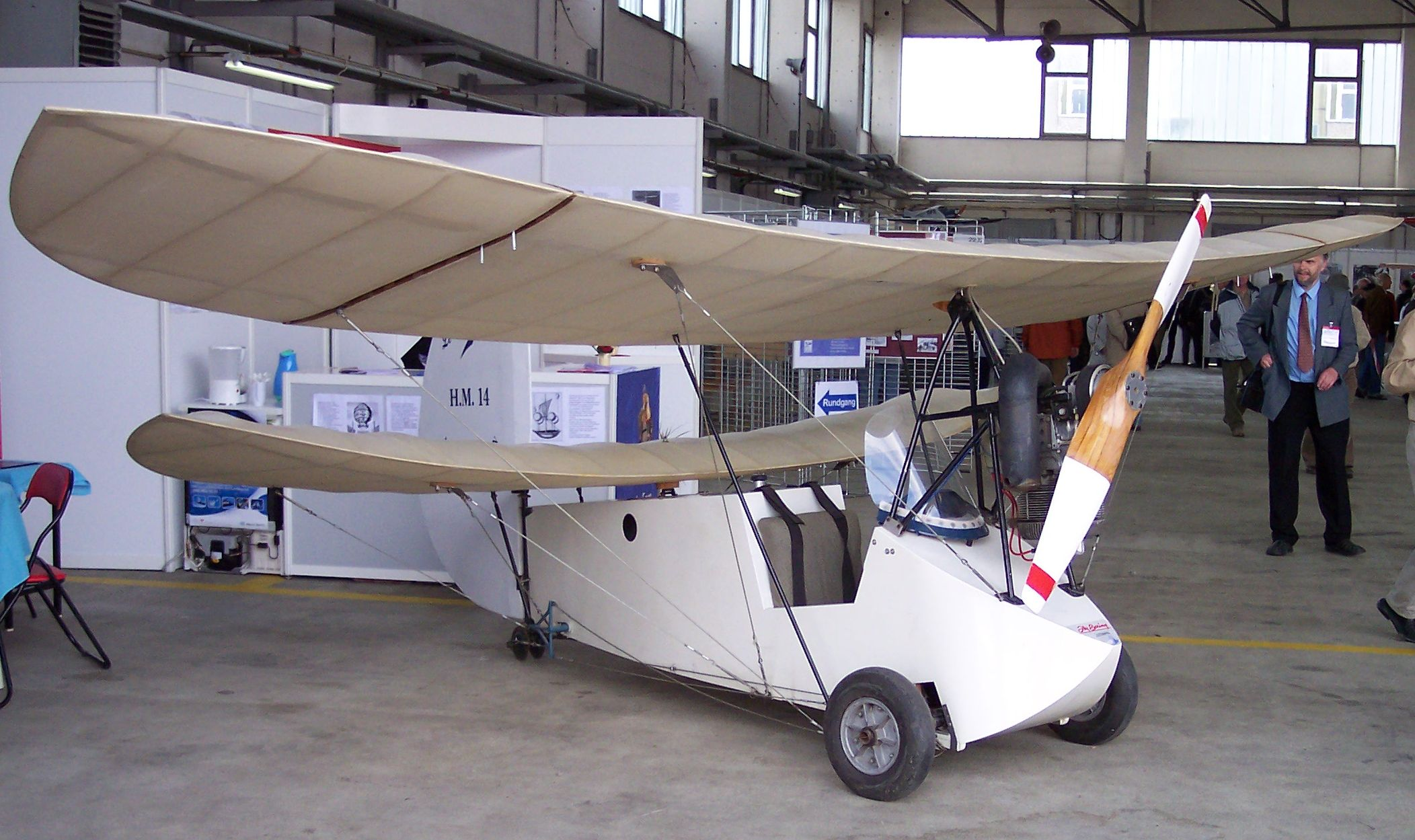
Réplique d'un HM 14

Le Pou-du-ciel est un avion conçu par Henri Mignet dans un esprit de simplicité, de sécurité et de faible coût. Il en offrit les plans à tout le monde au moyen d'un livre, Le Sport de L'air, publié en 1934.

## Histoire

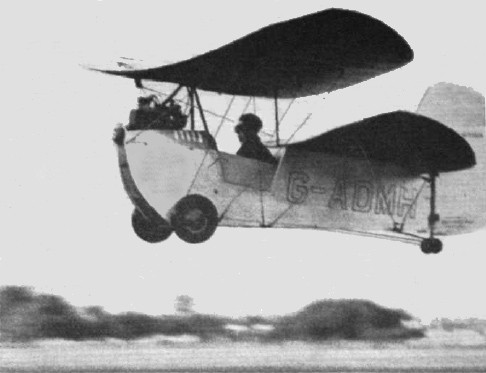
Le Pou-du-ciel en 1935.

En 1932, Mignet construit le HM-11 avec ses multi ailes décalées, prémices du pou du ciel nom qu'il donnera au HM-14 en 1933.
Fin 1934, Mignet expose son avion à Paris au Grand Palais, dans le cadre du 14e salon de l'Aéronautique. Logé dans un coin de galerie plutôt à l'écart, le petit appareil, peu connu du public sinon par quelques articles de journaux, attire une foule de curieux, de passionnés aussi, trouvant là le seul avion à leur portée, une sorte de rêve accessible à leur bourse et à leur passion ; le seul aussi qu'il leur soit proposé en auto-construction.
Pour satisfaire une partie du public, quelques jours après la fin du salon, est organisée à Orly une présentation des nouveaux avions légers et économiques du moment sous l'égide du journal Les Ailes, par un temps particulièrement médiocre. Mignet se fraye un chemin dans la foule pour rejoindre son appareil qu'il va présenter durant un quart d'heure de façon magistrale, ce vol étant vraiment une révélation pour le public qui portera Mignet en triomphe à son retour au sol et le fêtera comme un champion.
Un véritable engouement populaire se crée autour de la formule du pou-du-ciel. Henri Mignet affirme (avec un peu d'optimisme) que quiconque est capable de clouer une caisse d'emballage est capable de construire un avion et de fait, la revue Les Ailes recense, fin 1935 plus de cent poux ayant décollé et réalisé un tour d'aérodrome. Commis-voyageur de sa propre réalisation, Mignet fait le tour des aérodromes  et réédite même l'exploit de Blériot en traversant la Manche. En Grande Bretagne plus de 80 poux sont construits en peu de temps une fois traduit en anglais la première édition du livre de Mignet. Toutefois les constructeurs traditionnels d'avions privés, beaucoup plus onéreux et réservés à une élite aisée ne voient pas forcément d'un bon œil ce mouvement populaire prendre une ampleur grandissante.
Un coup d'arrêt brutal est donné en France, à la suite d'une série d'accidents mortels survenus en 1935-1936. La cause n'en est pas immédiatement évidente et les pouvoirs publics, auprès desquels les constructeurs classiques savent se faire entendre, commencent par interdire de vol les poux du ciel avant de se décider à tester un pou du ciel en vraie grandeur dans la toute nouvelle soufflerie de Chalais Meudon. Il se révèle un problème de centrage : certains constructeurs ont cherché à améliorer les prestations de leur appareil, qui avec un centrage plus en arrière, décolle plus facilement, mais devient irrécupérable en cas de piqué. Moyennant quelques modifications (centrage raisonnable et augmentation du débattement de l'aile avant (qui fait office de plan de profondeur et de gouverne de tangage) l'appareil redevient parfaitement sûr et (comme l'avait vanté Mignet) très peu sensible au décrochage.
La sensation médiatique et publique autour de la création d'Henri Mignet est alimentée par les controverses et une certaine exacerbation des tensions sociales à l'époque du Front Populaire dont le ministre de l'air, Pierre Cot, conscient de l'embrigadement de la jeunesse allemande dans les clubs de vol à voile subventionnés par le régime nazi (cf. le parcours d'initiation de l'as allemand Adolf Galland), tente de promouvoir son idée d' « Aviation populaire ».
Témoin de cet engouement, une chanson à la gloire du Pou du Ciel (As tu ton pou ?) devient une « scie » à la mode[pas clair] : même s'il ne s'agit pas forcément d'un chef-d'œuvre de l'art lyrique, il est significatif qu'elle ait été un des succès les plus notoires de La Houppa, chanteuse comique de l'époque, figure omniprésente des rassemblements sportifs populaires et couronnée « Reine des Six Jours » au Vél d'Hiv de Paris.
Le mouvement lancé par Mignet subira l'éclipse du temps de guerre, la perte de l'effet de mode, mais n'en préfigure pas moins l'élan sportif centré autour de la pratique de l'ULM et du paramoteur, qui permettent aux amateurs peu fortunés de se lancer dans les airs.
C'est avec un avion de ce type, baptisé Carré d'As, modifié (l'avion n'est pas équipé de palonnier mais d'un volant) pour faire face à son handicap, que Jacqueline Clerc fera ses exploits.

## La formule Mignet
Henri Mignet, pour concevoir son avion, est parti de trois principes aérodynamiques :
- Suppression de la vrille : un avion dit « classique » possède trois commandes, la profondeur jouant sur l'assiette et l'incidence, la dérive jouant sur le lacet et les ailerons jouant sur le roulis. Lorsque l'avion est proche de sa vitesse de décrochage, un mouvement d'aileron modifiant le profil des ailes, une aile peut décrocher et pas l'autre. Le résultat fait que l'aile qui ne porte plus « tombe », et l'autre prenant de la vitesse commence à engager l'avion qui peut commencer une vrille. La suppression des ailerons et la disposition particulière des ailes font que l'avion ne peut plus partir en vrille.

- Effet de fente : les fentes couramment utilisées en aviation au niveau des volets ou des bords d'attaque maintiennent la dépression sur la partie arrière du profil, empêchant les filets d'air de se décoller de la partie avant. Mignet innova en appliquant ce principe avec deux ailes décalées de faible allongement. Le centrage avant (l'aile avant porte plus que l'aile arrière) et l'effet de fente entre l'aile avant et l'aile arrière placée plus bas empêchent le décrochement complet de l'aile avant. Aux fortes incidences, le Pou change de configuration de vol et passe dans un mode « parachutal ». Le contrôle lacet-roulis étant effectué par la dérive, l'avion reste entièrement manœuvrable.

- Aile vivante : sur un avion classique, la profondeur se trouve à l'arrière. Une action dessus change l'assiette de l'avion avec un certain temps de retard. Mignet fit une troisième innovation en faisant bouger l'aile avant dans son ensemble. L'effet sur l'aile avant provoque un changement de portance et d'incidence instantané. De plus, puisque l'aile avant bouge, lors des passages dans les turbulences atmosphériques, l'aile va s'adapter et les absorber.

Il utilise un moteur Aubier et Dunne fabriqué à Saint-Amand-les-Eaux de 540 cm3, deux-temps, deux cylindres, refroidissement par air, conçu spécialement pour les avions Pou-du-ciel.

## Notoriété
Le HM-14 n'est plus construit, mais certains amateurs ont repris la forme du fuselage combinée à de meilleurs profils d'ailes (NACA 23012 et 23112, Mignet 34013...) ou ont adapté les ailes d'un autre appareil d'Henri Mignet, le HM-360.
Dorénavant, le nom « Pou-du-ciel » est donné à tous les avions conçus sur le modèle du HM-14. Ils sont quasiment tous en construction amateur, et sous la réglementation ULM.
C'est sur la base de la formule Pou-du-ciel que Michel Minéo dessine et calcule deux modèles, le « Pou-Bimbo », motoplaneur ultra-léger de 70 kg et un appareil de 28 kg conçu pour être mu par la force humaine,.

## Vers l'avion-robot à télévision
Le Pou-du-ciel a été proposé comme plateforme pour la réalisation d'un des premiers drones. François Dussaud père du véhicule endomécanique de l'Institut a proposé de l'utiliser, au vu de ses qualités de stabilité, en l'équipant de « mémoires » en papier perforé autorisant des itinéraires automatiques.

## Photos

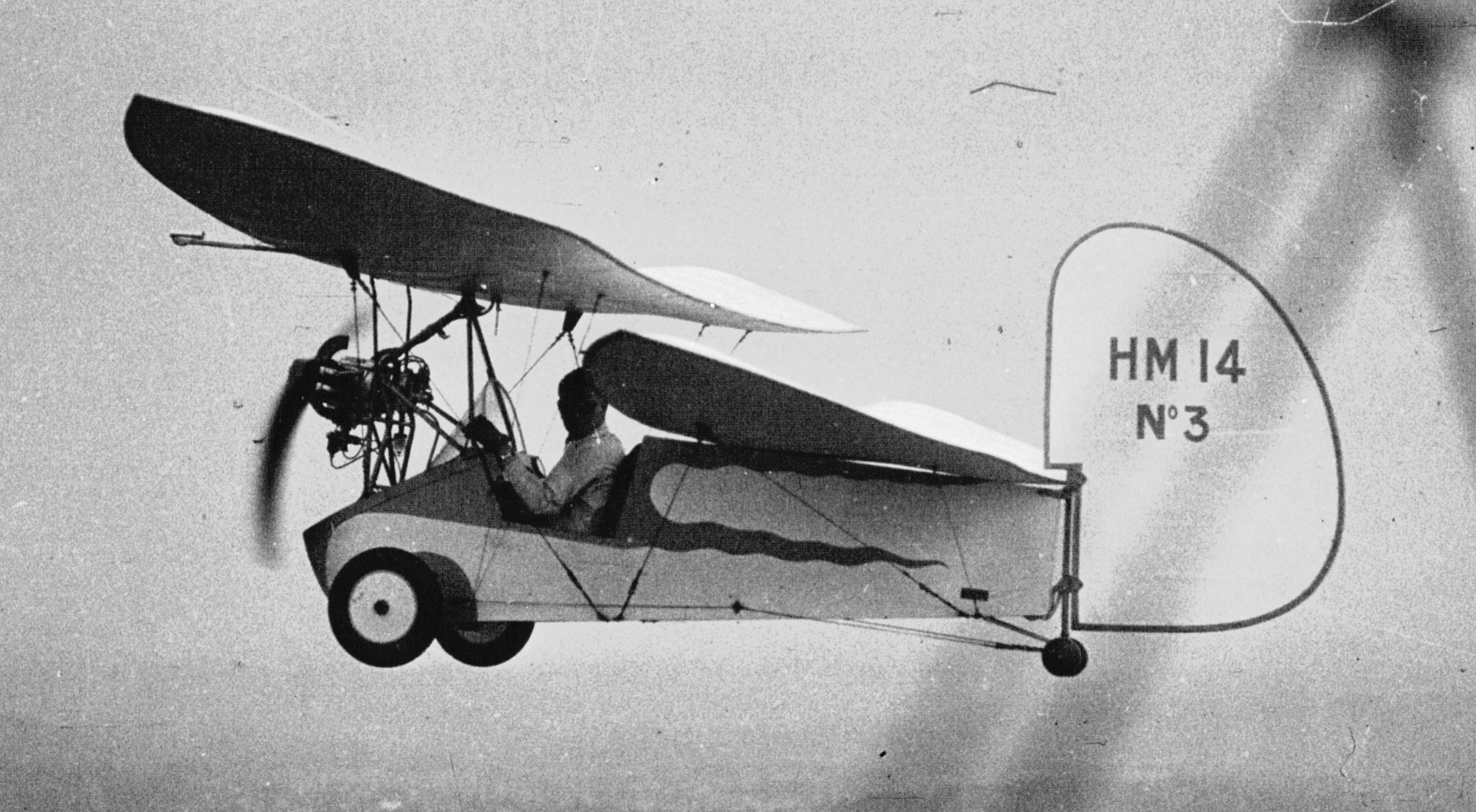
Le Pou du ciel en vol
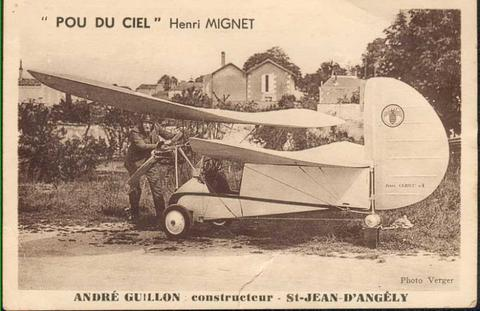
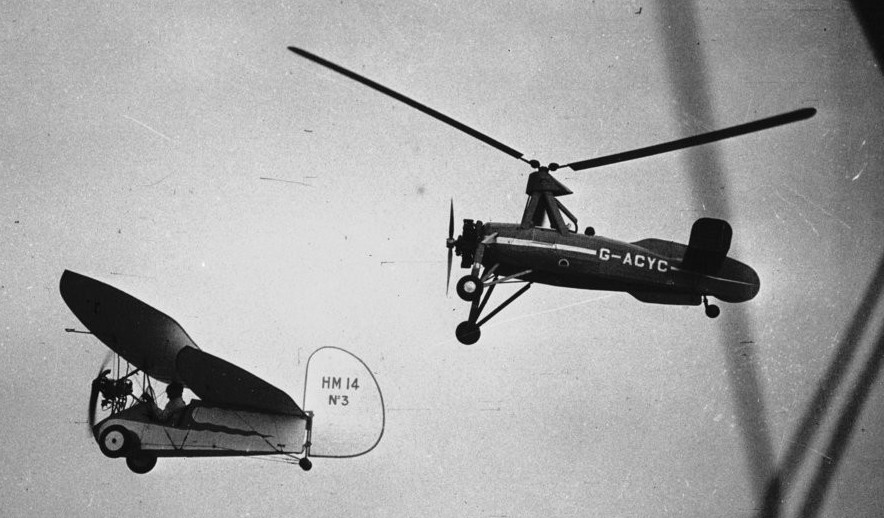
Pou du ciel et Autogire